# T

Litera Tt scrisă cu fontul „School Script Dashed”.

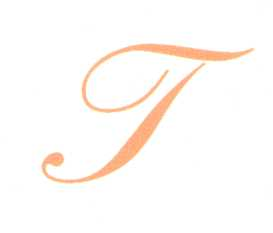
Majuscula T

Minuscula t

T este a douăzecea literă din alfabetul latin și a douăzeci și patra din alfabetul limbii române. În limba română T notează o consoană oclusivă alveolară surdă (uneori numită dentală în loc de alveolară) notată cu simbolul fonetic [t].

## Istorie
| Caracterul proto-sinaitic din care derivă taw-ul fenician | Taw-ul fenician | Tau-ul grecesc | T-ul etrusc | T-ul latin | Majuscula și minuscula T-ului latin |
| --------------------------------------------------------- | --------------- | -------------- | ----------- | ---------- | ----------------------------------- |
|                                                           |                 |                |             |            |                                     |

## Utilizare

### Înfizică
- t (doar minuscula) este simbolul pentru timp.
- T (doar majuscula) este simbolul pentru temperatura.

## Alte reprezentări
| Alfabetul fonetic NATO | Codul Morse |
| Tango                  | –           |

|                                                 |                     | ⠞       |
| Sistemul de semnalizare maritimă internațională | Alfabetul semaforic | Braille |